# Yaylaköy, Asarcık
Yaylaköy là một xã thuộc huyện Asarcık, tỉnh Samsun, Thổ Nhĩ Kỳ. Dân số thời điểm năm 2010 là 626 người.